# The Sims 4: Parenthood
The Sims 4: Parenthood — п'ятий ігровий пакет для комп'ютерної гри жанру стратегічного симулятору життя The Sims 4. Доповнення вийшло 30 травня 2017. Вводить нові функції для розвитку стосунків між батьками та дітьми. Додає нову навичку: батьківство. Доступний лише при цифровому завантаженню. Схожим доповненням є The Sims 3: Generations. 

## Нововведення
- Нові навички: Батьківство
- Нові досягнення: Супер батько/матір[1]
- Нові характеристики: Гарні манери, Відповідальність, Безвідповідальний, Посередник, Аргументативний, Співчутливий, Нечутливий, Емоційний контроль, Безконтрольні емоції[2]
- Нові ігрові функції/взаємодії: встановлення комендантської години, пакетики із ланчем, конкуренція із братами/сетрами.[3][1]
- Нові інтерактивні об'єкти: шкільні проекти, ігровий набір ведмедик-лікар, сімейна дошка оголошень, журнал[3]